# Gomukhasana

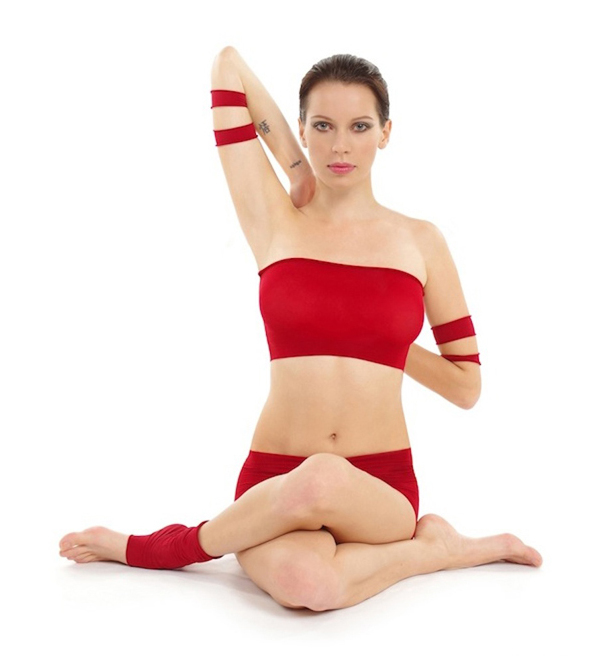
Gomukhasana

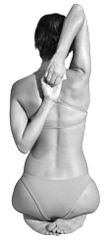
Vajra Gomukhasana, variante in ginocchio senza l'allungamento delle anche

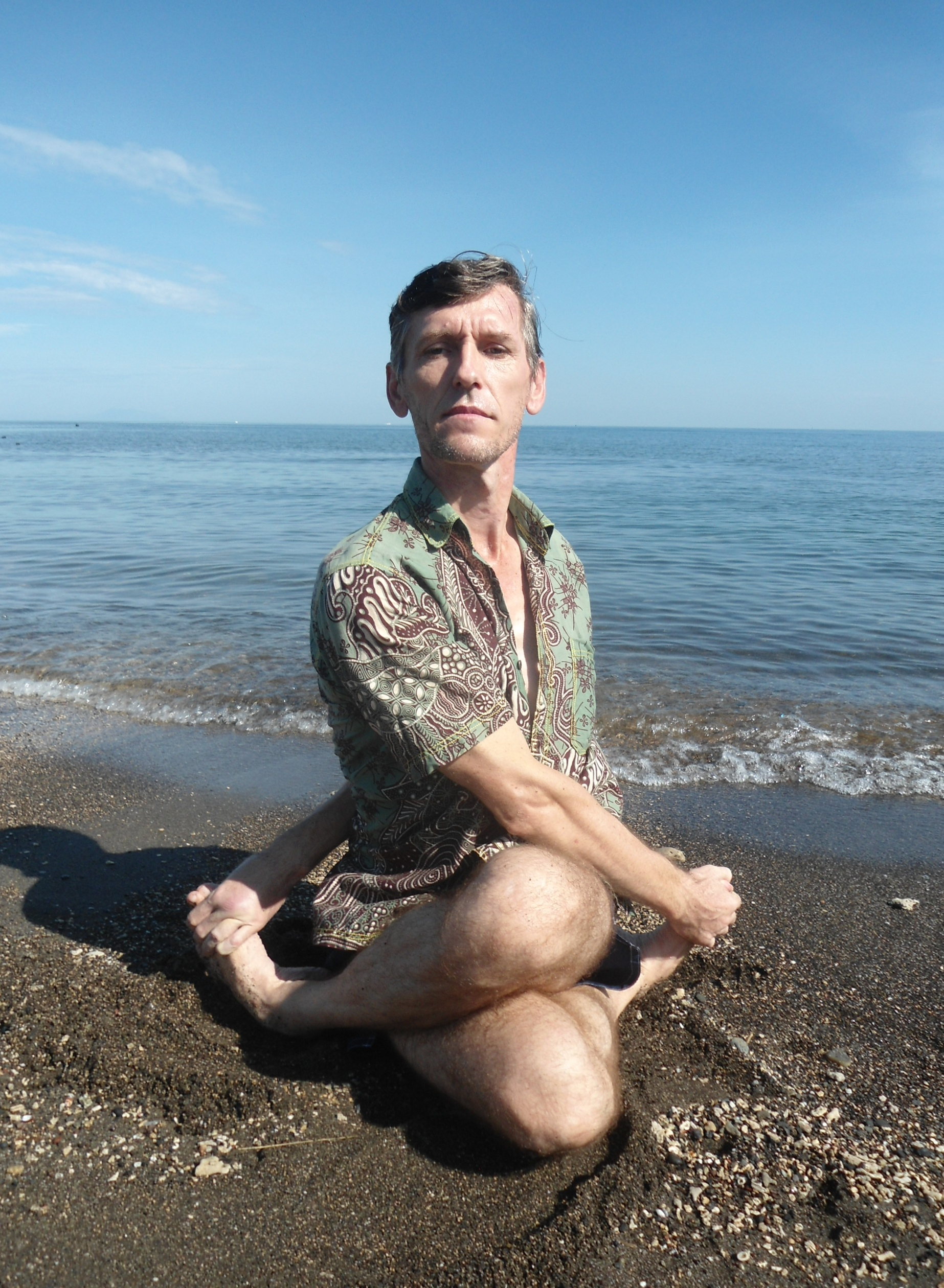
Baddha Gomukhasana, variante

Gomukhasana ovvero posizione del muso di vacca, è una āsana di Hatha Yoga della categoria delle "posizioni sedute". Il termine deriva dal sanscrito "go" che significa "vacca", "mucka" che significa "muso" e "āsana" che significa "posizione". Il corpo, in questa posizione dovrebbe infatti ricordare il muso di una mucca, con le labbra e le orecchie.

## Scopo della posizione
La posizione ha lo scopo di allungare diverse parti del corpo, tra le quali braccia, gambe, anche e busto.

## Posizione
La posizione parte in ginocchio, portando il ginocchio destro davanti al sinistro, estendendo il piede destro a sinistra del corpo. Successivamente ci si siede, sentendo una piacevole estensione delle anche e delle ginocchia. Allungare il braccio destro sopra la testa e piegare il gomito, portando la mano destra dietro le scapole. Prendere la mano destra con la sinistra, facendo passare il braccio sinistro dietro la schiena.
Sciogliere la posizione e ripetere posizionando il ginocchio sinistro davanti al ginocchio destro.

## Varianti
È possibile eseguire la posizione senza l'allungamento delle anche, semplicemente stando in ginocchio seduti sulle piante dei piedi: in quel caso si parla di Vajra Gomukhasana.

## Dimensione dell'anima
Heinz Grill ricorda che l'essere umano in realtà è nato dallo spazio cosmico e descrive come questo spazio cosmico si trasformi, nella pratica di Gomukhasana, in un'immagine terrena. Il praticante diventa consapevole che si tratta di una posizione davvero armoniosa, come la metrica di una poesia. Col posizionare, ritornare e cambiare le braccia con movimenti ampi si percepisce vivacemente lo spazio attorno al proprio corpo. É il grande cerchio arioso che circonda il corpo. Quando le mani si afferrano dietro la schiena oppure prendono la maglietta, si può tirare il braccio delicatamente nella corrispondente direzione verticale. Alla fine però, il corpo diventa assolutamente calmo. Si rimane tranquilli con l'attenzione concentrata sull'idea che il pensiero è libero dal respiro e il respiro sta oscillando liberamente dal corpo.